# Pololeispadnäbbsfink
Pololeispadnäbbsfink (Vangulifer neophasis) är en förhistorisk utdöd fågel i familjen finkar inom ordningen tättingar.

## Utbredning
Fågeln var tidigare endemisk för Hawaiiöarna. Den är endast känd från subfossila lämningar funna på ön Maui. 

## Kännetecken
Enligt Helen James och Storrs Olson, som beskrev arten 1991, är skillnaden stor mellan denna art och kärlnäbbad spadnäbbsfink (V. mirandus), så stor att de möjligen tillhör olika släkten. Näbbens överdel är större, rakare och djupare än mirandus och kraniet ser annorlunda ut och är större. Fågelns ekologi är okänd.

## Familjetillhörighet
Arten tillhör en grupp med fåglar som kallas hawaiifinkar. Länge behandlades de som en egen familj. Genetiska studier visar dock att de trots ibland mycket avvikande utseende är en del av familjen finkar, närmast släkt med rosenfinkarna. Arternas ibland avvikande morfologi är en anpassning till olika ekologiska nischer i Hawaiiöarna, där andra småfåglar i stort sett saknas helt.

## Namn
Pololei är ett inhemskt namn på en ormbunke på Hawaii, Ophioglossum concinnum.